# Trichocolletes dives
Trichocolletes dives är en biart som först beskrevs av Cockerell 1914.  Trichocolletes dives ingår i släktet Trichocolletes och familjen korttungebin. Inga underarter finns listade i Catalogue of Life.

## Bildgalleri

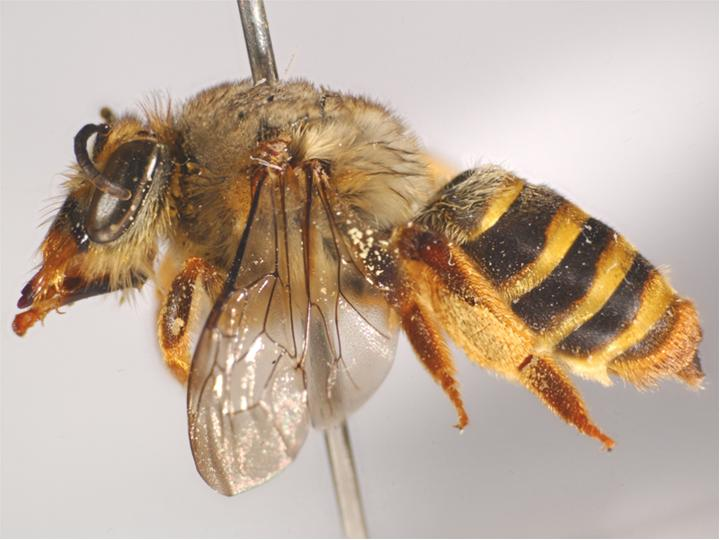
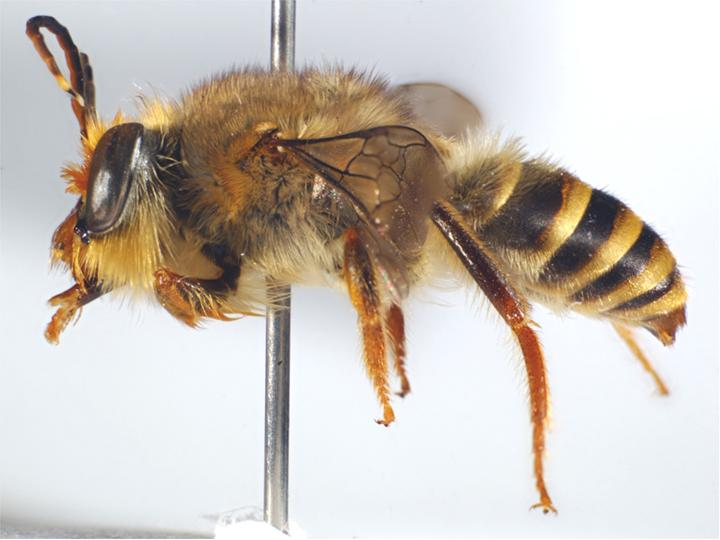